# 金融科技

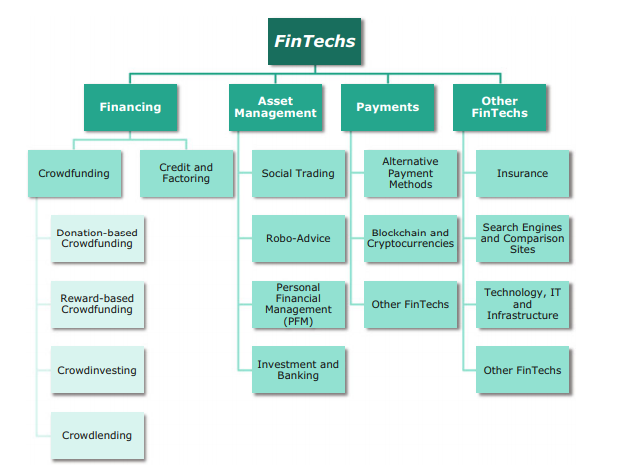
2010年代對金融科技初步的分類目標

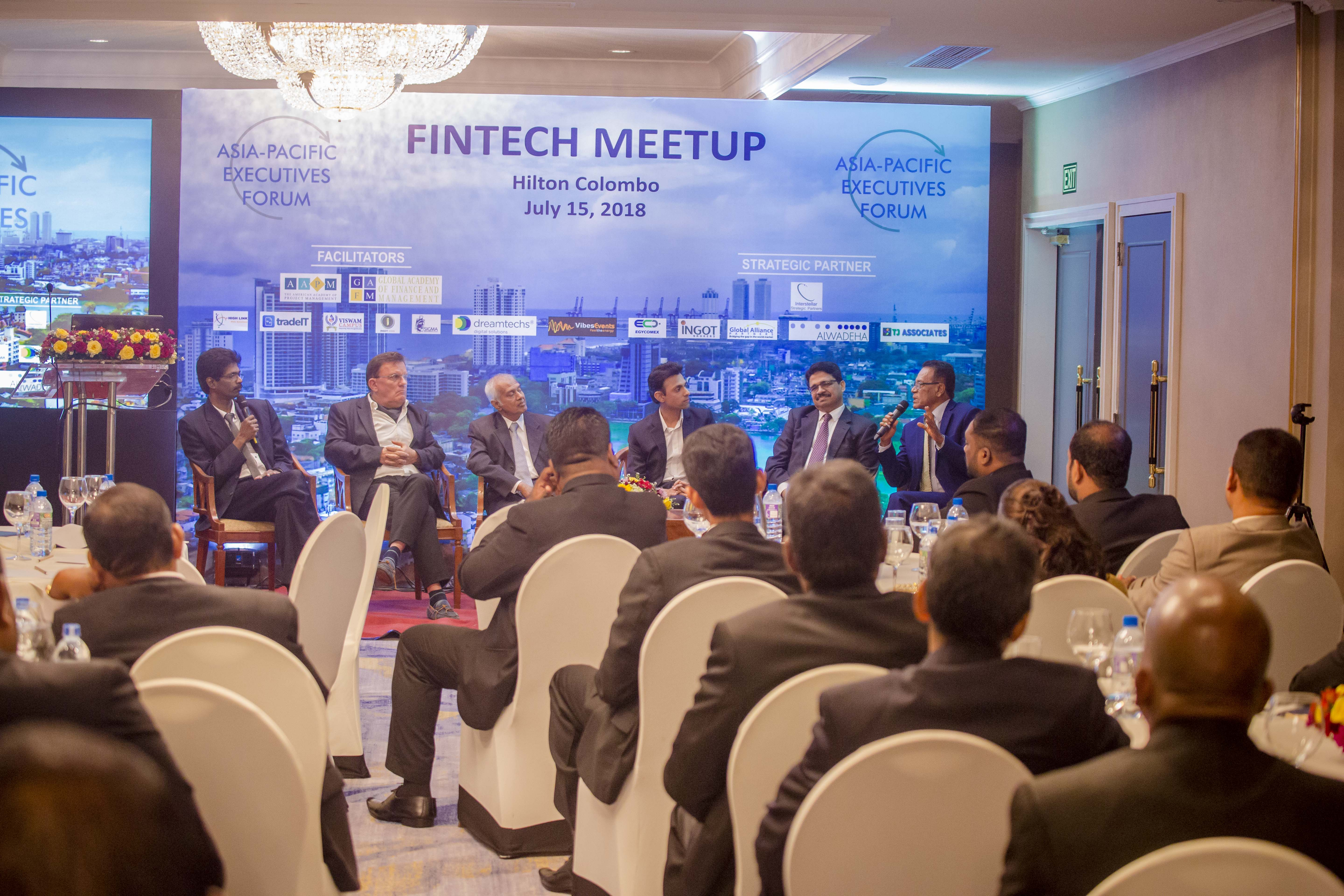
2018年金融科技-亞太前瞻論壇於斯里蘭卡一間渡假村舉辦

金融科技（英語：Financial technology，簡稱），是指一群企業運用科技手段使得金融服務變得更有效率，因而形成的一種經濟產業。這些金融科技公司通常在新創立時的目標就是想要瓦解眼前那些不夠科技化的大型金融企業和體系。 即使在世界上最先进的數字經濟体之一的美國，雖說這種金融服務變化的演變仍處於早期階段，但歷經COVID-19疫情後，各國的金融業數位化有加速的趨勢。學術上，金融科技可包含人工智能(Artificial Intelligence)、區塊鏈（Blockchain）、雲端運算（Cloud Computing）和大数据（Big Data）四大範疇。有學者將其並稱為金融科技的"ABCD"。

## 定義及關鍵領域
位於愛爾蘭國家數位研究中心（NDRC）把金融科技定義為一種「金融服務創新」，同時認可這個名詞也可以用於指稱那些廣泛應用科技的領域，例如：前端的消費性產品、新進入者與現有玩家的競爭、甚至指區塊鏈和比特幣的創新技術。
同時亦有觀點指出，由於金融業大多較保守，所以只要将金融服務數位化便可廣義地稱為金融科技，例如新冠肺炎疫情後各國開放的純網銀均屬之。
FinTech 可說是一種新型的解决方案，這種方案對於金融服務業的業務模式、產品、流程、和應用系統的開發來說，具有強烈顛覆性創新的特性。這些解決方案可以從下面五個比較顯著的差異性來分類。
1. 銀行業和保險業分屬兩個不同的業務領域：保險業的解決方案通常被稱為「InsurTech」。
2. 支援不同業務處理流程：例如財務資訊、支付、投資、融資、投資顧問、跨進程支援等。行動支付系統就是其中一例。 [9]
3. 目標客戶群的不同：在銀行業因應客群不同而有零售金融、企業金融、私人銀行；保險業則可分為人壽保險、非人壽保險兩大類。例如以遠程通信及資訊處理技術為基礎的人壽保險（telematics-based insurances 通常指藉智慧車載系統的輔助來進行風險評估）就是利用非人壽保險領域的客戶行為來核算壽險保費。
4. 交流模式不同：可分為企業對企業（B2B）、企業對消費者（B2C）、消費者對消費者（C2C）。社交網型金融交易（social trading solutions）就是一種C2C。
5. 市場定位不同：例如某些方案僅提供互補性的個人財務管理服務，而有的方案則可能專注於提供像P2P網路借貸這種具競爭性的解決方案。

| 產業別        | 業務處理 | 客戶類型                                             | 交流形式          | 市場定位                                                                                      |
| ------------- | --- | ---------------------------------------------------- | ----------------- | --------------------------------------------------------------------------------------------- |
| - 銀行 - 保險 | - 支付 - 投資 - 融資 (如群眾募資、徵信汽車金融) - 保險 (如風險管理) - 投資顧問 - 跨進程(如對市場數據的大數據分析 與預測模型) - 基礎建設 (如資訊安全) | - 零售金融 - 公司金融 - 私人銀行 - 人壽保險 - 非壽險 | - C2C - B2C - B2B | - 銀行/保險公司 - 非銀行/保險公司 – 銀行/保險公司-合作 - 非銀行/保險公司 – 銀行/保險公司-競爭 |

全球在金融科技的投資從2008年的9.3億美元到2014年的120億美元總共成長了12倍。根據倫敦市長辦公室表示：新興的金融科技業在倫敦有著快速成長，我們勞動人口約有40％是在金融業和科技業服務； FundingCircle, Nutmeg 和 TransferWise等公司是比較有名的代表。
2014年歐洲總共有15億美元投資在金融科技上：其中總部在倫敦的公司佔有5.39億；在阿姆斯特丹的佔有3.06億；在斯德哥爾摩的佔有2.66億。在歐盟過去的十年裡，就獲得投資基金挹注的多寡而言，斯德哥爾摩是僅次於倫敦的城市。

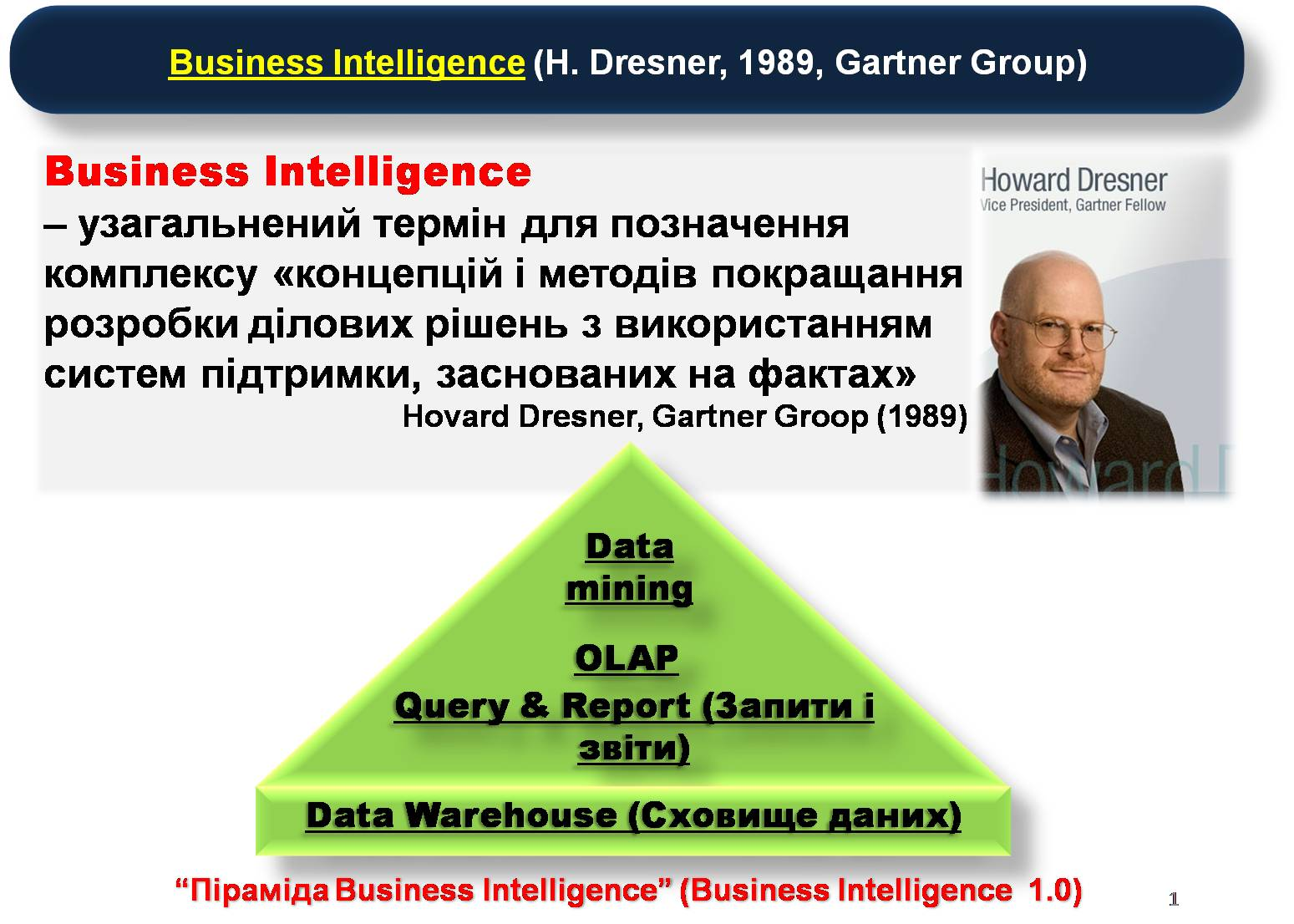
早在1989年歐洲學界開始討論的「智能商業」預判網路和電腦科技將改變金融運轉模式。

在亞太地區，2015年四月有一個新的金融科技中心在澳大利亞雪梨開幕以因應這個成長態勢。 現在已經有一批有實力的金融科技企業：包括Tyro Payments、Nimble、Stockspot、Pocketbook and SocietyOne等公司在市場上拚搏，而這個中心將會加速這方面的成長。 香港正在準備成立一個金融科技的創新實驗室，這對於孕育當地的金融服務科技創新將會有很大的幫助。
在學術方面，金融數據科學協會（FDSA）（页面存档备份，存于）成立的同時舉辦了第一次的大型活動；參加的成員來自人工智慧、機器學習、自然語言處理（NLP）等領域。FDSA的宗旨是試圖建立一個結合電腦與投資統計的研究型社群。至於企業方面，賓州大學的華頓商學院在2014年十月成立了Wharton FinTech，他們的目標是希望結合金融科技業內的學術界、創意人才、投資者以及各方意見領袖，共同重新塑造全球的金融服務的業態。而香港大學的法學院和澳洲新南威爾斯大學曾經共同發表過一篇關於FinTech的演進及其法規的研究報告。
金融科技已被用于自动化保险，交易和风险管理。
这服务服务可能来自各个不同的独立供应商，包括至少一家持牌银行或保险公司。互联已通过开放应用程序接口和开放银行服务实现，并得到欧洲支付服务指令法规的支持。
在资本市场中交易时，创新的电子交易平台可以在线和实时地促进交易。社交交易网络允许投资者观察其同行和专家交易员的交易行为，跟随他们在货币兑换和资本市场的交易策略。该平台要求一点知识或根本不需要了解金融市场，并被世界经济论坛形容为提供“传统财富管理机构的低成本，成熟的替代方案”的颠覆者。
智能投顾是一类的自动化的财务顾问，可在适度至极小的人为干扰之下在线提供财务建议以及投资管理。 它们根据数学规则或算法提供数字财务咨询，因此可以代替人类顾问成为一个低成本的替代方案。
全球金融科技投资从2008年的9.3亿美元增加到2015年的220亿美元，增长了2,200% 以上。而且增长并未结束。在2018年的前六个月，全球投资于金融科技-包括风险投资，私募股权和合并与收购都是非常出色的，部分原因在于两宗大交易-Vantiv以129亿美元收购WorldPay，以及蚂蚁金服筹集的140亿美元风险投资资金。2018年中期的资金已经超过了2017年的金融科技资金的总额，在通过875笔交易达到了579亿美元，并且快速地正在超越2015年的峰值。

## 表彰及獎勵
富比世財經雜誌（Forbes）曾經發布過一份金融科技先進企業的名單「2016富比世全球FinTech 50」。
安永會計師事務所則受英國財政部委託，在2016年二月份發表了一份當年環境調查，比較了七個FinTech 樞紐區域的特色；其中加州以人才和資金見長，英國以政府政策勝出，而紐約則以旺盛的需求超越其他區域。2018年起深圳金融辦與香港金管局聯合辦理一個「深圳金融科技暑期實習計劃」遴選金融專業優秀香港大學生前往深圳學習fintech技術。

## 產業環境
在財務投資顧問業界，具有一定地位的富達投資和金融科技的新創公司FutureAdvisor(被貝萊德收購)相互結盟，使新的科技能夠在一個傑出的資金管理者內部運行。 甚至於一些著名的名人大腕如饒舌歌手史努比狗狗和Nas都開始把他們的資金投注在新興的FinTech新創公司Robinhood。
根据伦敦市长办公室的说法，伦敦新兴的金融科技行业在过去几年中实现了快速成长。在伦敦市，40%的劳动力从事金融和技术服务。
2014年在欧洲，金融科技公司获得投资15亿美元，总部位于伦敦的公司获得5.39亿美元，位于阿姆斯特丹的公司获得3.06亿美元，位于斯德哥尔摩公司获得2.66亿美元投资。然而在2018年，这种分布并没有出现太大的变化。在2018年的上半年，英国仍然以获得投资160亿美元在金融科技中占相比欧洲共获得的260亿美元而位居欧洲第一。[*] 在伦敦之后，斯德哥尔摩是过去10年来是欧洲获得第二大资助的城市。欧洲的金融科技交易到达了五个季度高点，从2015年第四季度的37上升到了2016年第一个季度的47。 欧盟仍然通过不断采用新的准则和条例以促进行业的发展和创新(在2018年实施的支付服务指令和通用数据保护条例)自英国退出欧盟以来，北欧的立陶宛开始成为了金融科技公司的註冊中心。根据统计数据截至2017年底立陶宛拥有共117个金融科技公司註冊當地，而2013年剩下45个，同年授予35个新许可证。
2015年4月，在亚太地区金融科技的增长使悉尼成为一个新的金融科技中心。 毕马威表示，2017年悉尼的金融服务业创造了国内总生产值的9%。[15] 澳洲政府打算鼓励这种增长，并于2019年中期宣布实施开放式银行体制。同年金融科技创新实验室在香港推出。 新加坡金融管理局启动了一项名为金融科技与创新组织的计划，吸引了来自世界各地的初创企业。它承诺在未来五年内为金融科技领域投入2.25亿美元。，2017年後深圳、新加坡及香港成立「金融科技聯盟」促進三地 FinTech 交流。

## 未來展望
金融業一般都被認為是個很容易被軟體摧毀的行業，其原因在於金融服務和出版業一樣，所提供服務的內容是建構在電腦的位元上，而不是由實在的事務所構成的。直到現在為止，金融業仍然是一個受到嚴格監管的行業。他們平安度過了互聯網泡沫的風暴期並沒有遭到重大的動盪，但是這一波創業的風潮正加速地解構那些全球性銀行。 然而，越來越嚴格的銀行保密和洗錢防制的法規遵循要求，的確對於FinTech公司造成一定的威脅。
另外，區塊鏈技術續漸提升，對金融業而言可革新基礎架構，是不可或缺的基礎建設。由法國凱捷管理顧問公司 (凱捷)、 職業社交網站領英 (LinkedIn)、與非營利金融組織歐洲財務管理協會 (European Financial Management Association , EFMA) 公佈的 「2017 年全球金融科技報告」(World FinTech Report 2017) 提供的數字分析顯示，全球各國包括中國大陸，香港，新加坡，印度等積極投入金融科技。就投入領域而言導入大數據分析 (Big Data) 者近 90%、56% 在物聯網 (Internet of Things)、54.7% 在區塊鏈、52.3% 在自動機器人 (Robotic Process Automation)、50% 在應用程式介面 (Application Programming Interface technologies)。區塊鏈與數據分析皆為金融科技的重要領域。

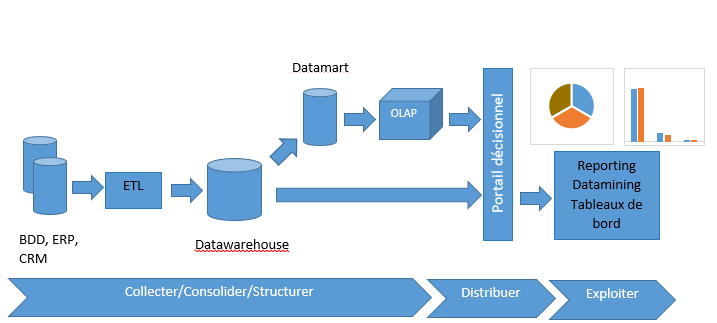
商業科技化是金融科技化的前提條件，眾多金融科技數據材料來源自商業，兩者密不可分。

2019年中国人民银行第三季後放出重大消息，支付结算司副司长穆长春8月10日在中国金融四十人伊春论坛上介绍央行法定数字货币的实践DC/EP（DC，digital currency，数字货币；EP，electronic payment，电子支付）时表示，央行数字货币DC/EP的研究已经进行了五年，其表明现在被稱為「央行数字货币」的新物種可说是呼之欲出了。早在2016年平安集团、招商银行、微众银行等 40 多家金融机构共同成立首个中国深圳Fintech 数字货币联盟及中国深圳Fintech 研究院。2018年6月在深圳全资设立的「深圳金融科技有限公司」其實就是央行数字货币研究所投資成立。
2019年8月中国人民银行發佈《金融科技FinTech发展规划（2019-2021年）》表明FinTech已經成為國家重點發展領域，眾多機制也已經浮上檯面開始走入民間試驗。

## 挑戰
除了現有的競爭者之外，FinTech公司也常面臨金融監管單位的疑慮。 由於網路駭客的威脅以及對於保護公司及個人客戶敏感性財務資料的要求，資訊安全是另一個監管單位關注的焦點。任何資料的洩漏，不論多麼小，都可能毀掉一個FinTech公司的聲譽。 網路金融部門通常也容易成為「分散式阻斷服務」攻擊的目標。 這類問題需要更先進的電腦科技去克服。
市場銷售是另一個備受挑戰的地方，因為許多FinTech公司常常被一些較大的傳統競爭對手搞得精疲力盡。不過資訊安全其實也是一些傳統銀行需要面對的挑戰，因為他們也透過網際網路來提供客戶服務。